# Halina Krzanowska
Halina Krzanowska (ur. 20 lipca 1926 w Żabiu, zm. 2 sierpnia 2004 w Krakowie) – polska uczona, biolog, profesor Uniwersytetu Jagiellońskiego, członek PAN.

## Życiorys
Była córką Kazimierza Datki (funkcjonariusza Straży Granicznej) i Haliny ze Szczepowskich (secundo voto Safarewiczowej, językoznawcy, profesora UJ). Absolwentka UJ (1948), obroniła doktorat w 1949, habilitowała się w 1962; od 1971 profesor nadzwyczajny, od 1978 z tytułem profesora zwyczajnego. W 1986 została członkiem korespondentem PAN, następnie w 2002 roku członkiem rzeczywistym; od 1990 członek rzeczywisty PAU. Po studiach pracowała jako asystent w Zakładzie Anatomii Porównawczej UJ (do 1952), następnie jako adiunkt w Zakładzie Biologii Eksperymentalnej Instytutu Zootechniki w Puławach (1952–1962); od 1962 ponownie związana z UJ, była wieloletnim kierownikiem Zakładu Genetyki i Ewolucjonizmu w Instytucie Zoologii (od 1964) oraz profesorem uczelni od 1971. W latach 1969–1980 przewodniczyła Komisji Biologii Zwierząt Doświadczalnych PAN.
Autorka około 100 prac z zakresu genetyki zwierząt; zajmowała się analizą zjawiska heterozji, dziedziczeniem nienormalności plemników, genetycznymi czynnikami zapłodnienia oraz hodowlą i genetyką zwierząt laboratoryjnych. Ogłaszała publikacje w pismach naukowych polskich i zagranicznych, była ponadto współautorką książek:
- Embriologia (1972)
- Zwierzęta laboratoryjne (1974)
- Wprowadzenie do genetyki populacji (1982)
- Podstawy embriologii zwierząt (1983).

W latach 1973–1987 redaktor naczelny czasopisma "Zwierzęta Laboratoryjne".
Członek honorowy Polskiego Towarzystwa Przyrodników im. Mikołaja Kopernika, laureatka nagród Ministra Edukacji Narodowej, została odznaczona m.in. Krzyżem Kawalerskim Orderu Odrodzenia Polski, Medalem Komisji Edukacji Narodowej oraz odznaką Zasłużony Nauczyciel PRL. Została pochowana na cmentarzu Rakowickim w Krakowie.